# Jan Jacob Wijsmuller
Johannes Jacobus (Jan Jacob) Wijsmuller (Amsterdam, 16 september 1806 – aldaar, 23 juni 1882) was een Nederlandse uurwerkmaker en een van de oprichters van de diergaarde Artis.

## Beknopte biografie
Wijsmuller werd in 1806 geboren als zoon van Jan Paulus Wijsmuller en Hendrica Johanna Stuntz. Hij richtte samen met de heren G.F. Westerman en J.W.H. Werlemann op 1 mei 1838 het genootschap Natura Artis Magistra ("de natuur is de leermeesteres van de kunst") op. Nadat de eerste plannen van Westerman voor een dierentuin door het gemeentebestuur van Amsterdam was afgewezen ontwikkelde Wijsmuller een nieuw plan. Samen met Westerman en Werleman - zij werden bekend als de drie W's - kocht hij  het buiten Middenhof. Dat was het begin van de diergaarde Artis, die opgezet werd met London Zoo als voorbeeld. Wijsmuller bracht zijn eigen collectie opgezette dieren in. Ook was hij medefinancier om de verdere uitbreiding met levende dieren te bekostigen. Hij fungeerde in de beginperiode als penningmeester van het genootschap. Wijsmuller schreef ook een aantal gelegenheidsgedichten, onder andere een lofdicht op de door hem bewonderde Willem Bilderdijk.
Wijsmuller trouwde op 6 juni 1833 met Henriëtta Sophia Weimann. Hij overleed in 1882 op 75-jarige leeftijd in zijn woonplaats Amsterdam.

## Literatuur

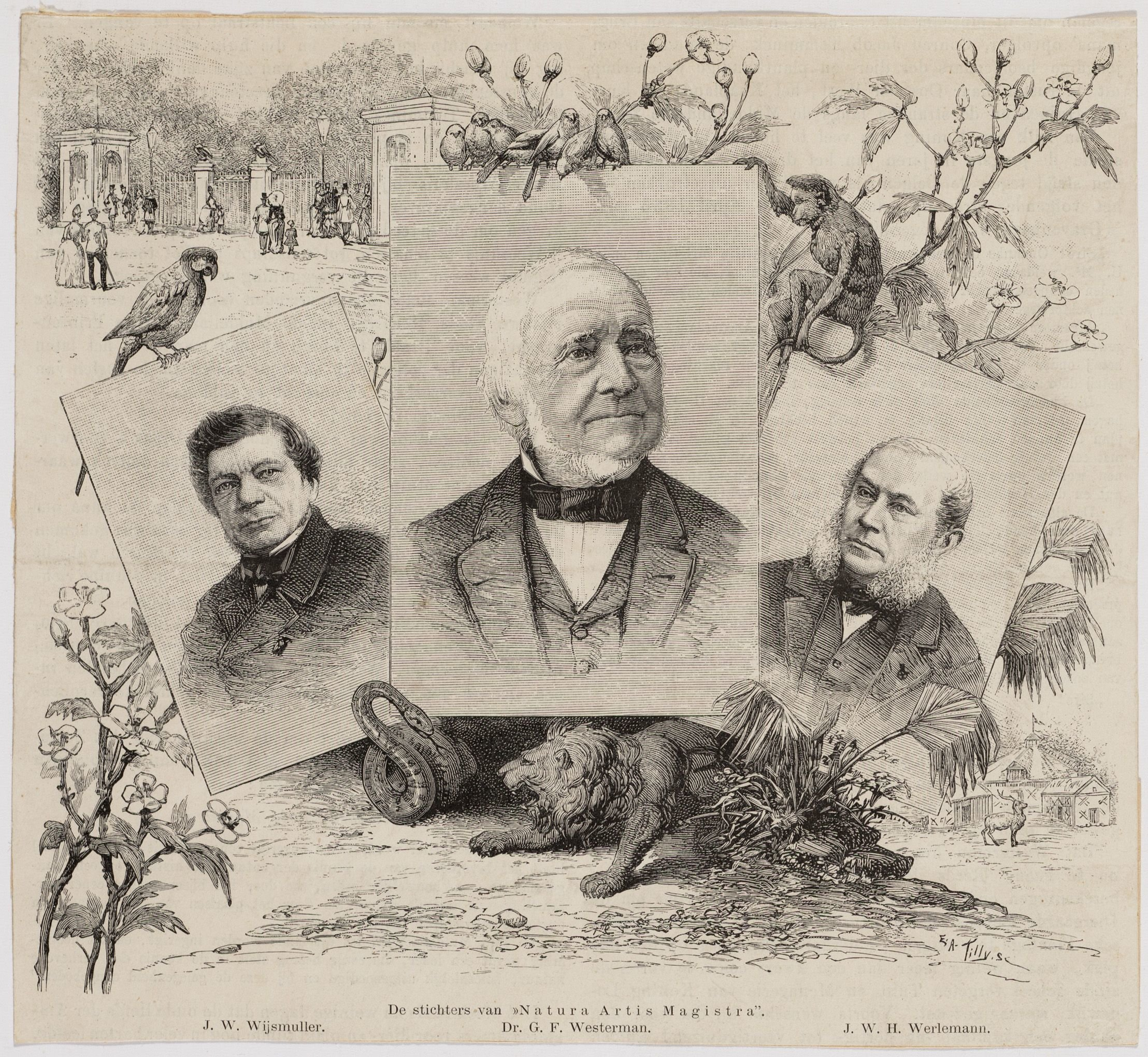
De drie oprichters van Artis geportretteerd ter gelegenheid van het vijftigjarig bestaan van Artis